# Chemillé-sur-Dême
Chemillé-sur-Dême is een gemeente in het Franse departement Indre-et-Loire (regio Centre-Val de Loire) en telt 575 inwoners (1999). De plaats maakt deel uit van het arrondissement Tours.

## Geografie
De oppervlakte van Chemillé-sur-Dême bedraagt 34,4 km², de bevolkingsdichtheid is 16,7 inwoners per km².
De onderstaande kaart toont de ligging van Chemillé-sur-Dême met de belangrijkste infrastructuur en aangrenzende gemeenten.

## Demografie
Onderstaande figuur toont het verloop van het inwonertal (bron: INSEE-tellingen).

## Geboren in Chemillé-sur-Dême
- Jean Raspail (1925-2020), schrijver en journalist